# 존 커틴
존 조지프 앰브로즈 커틴 PC(영어: John Joseph Ambrose Curtin, 1885년 1월 8일~1945년 7월 5일)은 오스트레일리아의 정치인이다. 제2차 세계 대전 기간 동안 총리직을 맡았다.
1942년 일본군이 싱가포르를 공격하고 있을 때 호주 총리였던 그는 윈스턴 처칠에게 영국이 난공불락이라고 확신하던 싱가포르를 포기한다면 ‘용납할 수 없는 배신’이 될 것이라는 전신을 보냈다. 그러나 싱가포르는 결국 일본에 함락되고 말았다.
영국의 굴욕적인 패배가 있은 지 50년이 지난 1992년 말, 당시 총리인 폴 키팅은 하원의원 앞에서의 연설에서 영국을 준열하게 비판하였다.
“학교에서 저는 조국의 자존감과 자긍심에 대해 배웠습니다. 말레이반도를 포기하고 싱가포르를 머릿속에서 지워버리기로 결정한 국가, 일본의 공격으로부터 우리 자신을 지키기 위해 우리 군대를 전장에서 철수시키는 것도 허용하지 않은 국가에 비굴하게 굽실거리라고 배우지 않았습니다.”
1944년, 커틴은 제2차 세계대전의 연합국들과 회담을 하기 위해 해외에 오랫동안 머물러 있던 탓에 심장병이 발병하였다. 이후 1945년 7월 5일, 심장마비를 일으키며 사망하였다. 커틴은 조지프 라이언스 이후 임기 중 사망한 2번째 총리가 되었다.

## 역대 선거 결과
| 선거명      | 직책명                     | 대수 | 정당                  | 1차 득표율 | 1차 득표수 | 2차 득표율 | 2차 득표수 | 결과 | 당락                   |
| ----------- | -------------------------- | ---- | --------------------- | ---------- | ---------- | ---------- | ---------- | ---- | ---------------------- |
| 1925년 선거 | 하원의원 (프리맨틀 선거구) | 10대 | 오스트레일리아 노동당 | 41.9%      | 14,812표   |            |            | 2위  | 낙선                   |
| 1928년 선거 | 하원의원 (프리맨틀 선거구) | 11대 | 오스트레일리아 노동당 | 49.2%      | 19,433표   | 52.1%      | 20,589표   | 1위  | 프리맨틀 하원의원 당선 |
| 1929년 선거 | 하원의원 (프리맨틀 선거구) | 12대 | 오스트레일리아 노동당 | 57.0%      | 24,482표   |            |            | 1위  | 프리맨틀 하원의원 당선 |
| 1931년 선거 | 하원의원 (프리맨틀 선거구) | 13대 | 오스트레일리아 노동당 | 42.0%      | 19,142표   | 44.5%      | 20,271표   | 2위  | 낙선                   |
| 1934년 선거 | 하원의원 (프리맨틀 선거구) | 14대 | 오스트레일리아 노동당 | 45.7%      | 22,331표   | 51.1%      | 24,951표   | 1위  | 프리맨틀 하원의원 당선 |
| 1937년 선거 | 하원의원 (프리맨틀 선거구) | 15대 | 오스트레일리아 노동당 | 55.2%      | 29,548표   |            |            | 1위  | 프리맨틀 하원의원 당선 |
| 1940년 선거 | 하원의원 (프리맨틀 선거구) | 16대 | 오스트레일리아 노동당 | 48.0%      | 27,299표   | 50.6%      | 28,779표   | 1위  | 프리맨틀 하원의원 당선 |
| 1943년 선거 | 하원의원 (프리맨틀 선거구) | 17대 | 오스트레일리아 노동당 | 66.9%      | 45,352표   |            |            | 1위  | 프리맨틀 하원의원 당선 |